# PAL
PAL (sigla em inglês:  Phase Alternating Line, Linha de Fase Alternada em português) é uma forma de codificação da cor usada nos sistemas de transmissão televisiva analógica, desenvolvido na Alemanha em 1962 por Walter Bruch (da empresa Telefunken). Era usado por boa parte dos países, excepto na maior parte das Américas, alguns países asiáticos (que usam o NTSC), partes do Médio oriente, Europa de Leste e França (que usam o sistema SECAM) apesar de a maioria deles estarem em processo de adoção do PAL.

A empresa francesa Thomson, onde Henri de France desenvolveu o SECAM, mais tarde comprou a Telefunken. Está também está por detrás da marca RCA em eletrónica de consumo (Radio Corporation of America), esta criou o padrão televisivo em cores NTSC (antes da Thomson ter-se envolvido).

Sistema de codificação televisiva por nações. Países a usar o sistema PAL são mostrados em azul (século XX).

## História
Em 1962, na Alemanha a codificação da cor PAL foi desenvolvida por Walter Bruch, que trabalhara na então empresa alemã Telefunken (1903-1967).  Sendo a codificação apresentada em 1963 e introduzido em agosto de 1967.

### Brasil
O Brasil utiliza uma variação do sistema, denominado PAL-M, quando introduziu a televisão em cores, em 1972, com a transmissão da Festa da Uva em Caxias do Sul.

### Portugal
Em Portugal a introdução da televisão a cores foi lenta, acabando por ser adotado o sistema PAL.
- 1976 - Emissões experimentais da Rádio e Televisão de Portugal (RTP) a cores das eleições legislativas, presidenciais e autárquicas. Para além destes eventos existiam mais testes durante algumas horas do dia, utilizando os sistemas PAL e SECAM.[1]
- 1979 - As emissões a cores são autorizadas politicamente a partir de março de 1980. Por obrigatoriedade europeia, os Jogos Sem Fronteiras são o primeiro programa que a RTP transmite a cores, antecipando assim a "estreia oficial" que seria no aniversário da RTP do ano seguinte.
- 1980 - A 7 de março de 1980, a RTP inicia finalmente as emissões a cores.
- 1994 - Foi introduzido o sistema PALplus (trazendo consigo o ecrã panorâmico) que, apesar de alguma adesão inicial, acabou por não vingar.
- 2012 - Com a introdução da Televisão Digital Terrestre, o sistema PAL passa apenas a ser utilizado por operadores de cabo nos respetivos serviços analógicos.